# Leo Houck

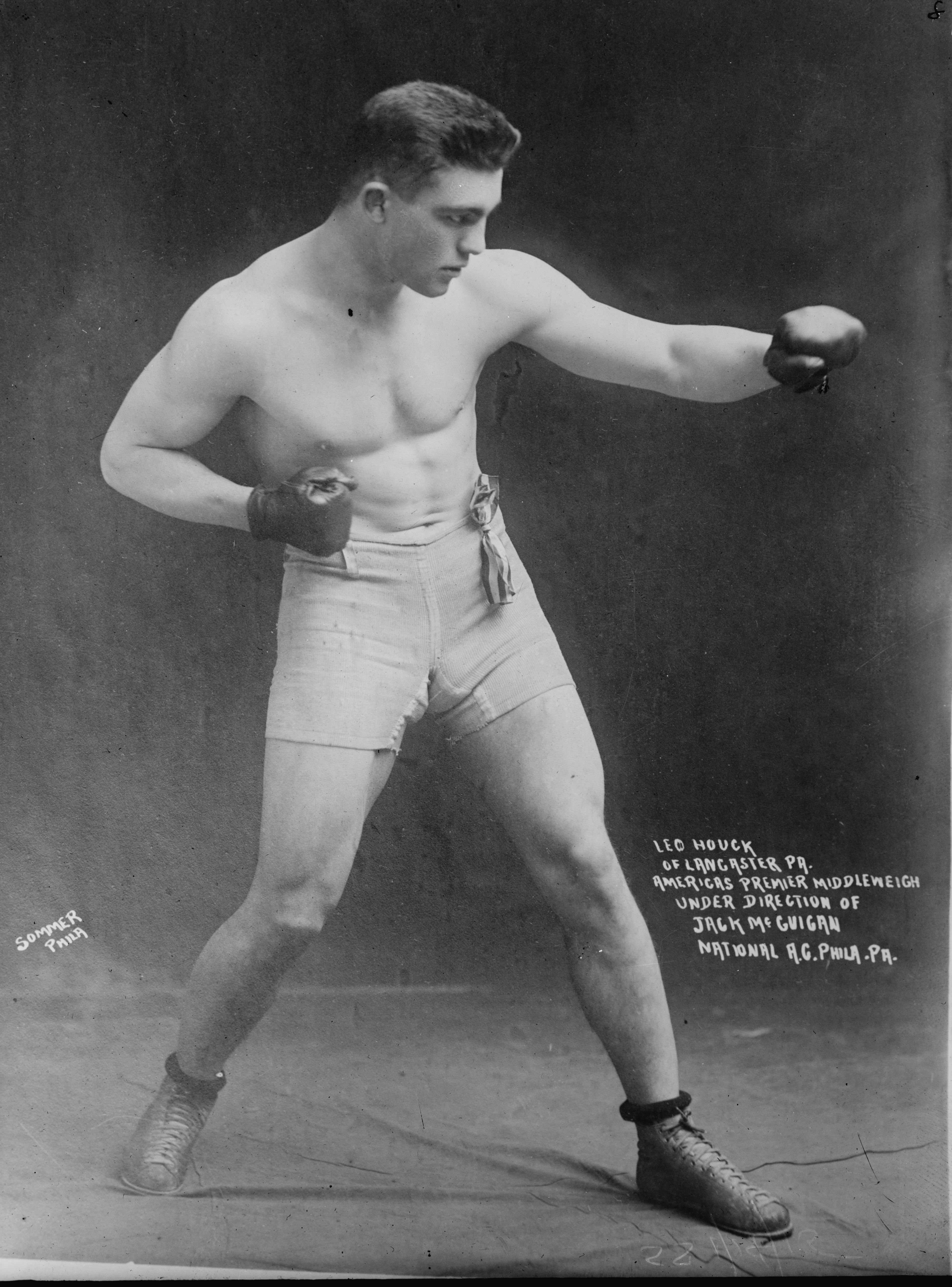
Leo Houck

Leo Houck est un boxeur américain né le 4 novembre 1888 à Lancaster, Pennsylvanie, et mort le 21 janvier 1950.

## Carrière
Il entame sa carrière de boxeur professionnel en 1902 et combattra au cours des 24 années suivantes dans toutes les catégories (des poids mouches aux poids lourds). Houck affronte ainsi pas moins de 12 champions du monde : Jack Britton et Harry Lewis en welters ; George Chip, Frank Klaus, Johnny Wilson, Billy Papke, Harry Greb en poids moyens ; Jack Dillon et Battling Levinsky en mi-lourds et Gene Tunney en poids lourds.
À la fin de sa carrière, il devient entraineur et mènera au titre de champion du monde Billy Soose en 1941.

## Distinction
- Leo Houck est membre de l'International Boxing Hall of Fame depuis 2012[1].